# Rúnar Alex Rúnarsson
Rúnar Alex Rúnarsson, né le 18 février 1995 à Reykjavik, est un footballeur islandais évoluant actuellement au poste de gardien de but à Copenhague.

## Biographie

### Débuts professionnels au KR Reykjavik
Jeune espoir du football islandais, Rúnar commence sa carrière à Reykjavik, au KR. Il est convoqué chez les pros dès la saison 2012 mais ne dispute aucun match.
L'année suivante, en 2013, il fait ses débuts professionnels en disputant trois matchs de championnat, participant de fait au 26e titre de champion du KR .

### FC Nordsjælland
Il n'aura pas l'occasion de défendre ce titre puisqu'en janvier 2014, il signe un contrat de quatre ans en faveur du FC Nordsjælland, club danois évoluant en Superligaen, et toujours à la recherche de jeunes talents.
Il intègre l'équipe de jeunes du club, avec qui il participe au Tournoi de Viareggio, mais en dépit d'un parcours sans défaite, le FC Nordsjælland est éliminé au premier tour. Rúnar s'installe ensuite sur le banc pour les rencontres de championnat, que Nordsjælland termine à la deuxième place. À l'été 2014, il est incorporé définitivement à l'équipe première, où il est le gardien remplaçant no 1.
En juillet 2016, à la suite du départ de David Jensen pour le FC Utrecht, il devient le gardien numéro 1 de l'équipe.

### Découverte de la Ligue 1 avec Dijon
Le 18 juin 2018, il s'engage en faveur du Dijon FCO pour une durée de 4 ans.
D'abord présenté comme gardien n°1 après le départ de Baptiste Reynet au Toulouse Football Club, il doit ensuite faire face à la concurrence avec son partenaire franco-écossais Bobby Allain. Malgré ça, il possède suffisamment de temps de jeu pour exprimer son potentiel grâce aux coupes nationales et des performances intéressantes en championnat.
Durant la préparation de pré-saison, le nouvel entraîneur Stéphane Jobard affirme que Rúnar évoluera en tant que gardien n°1 pour la saison 2019-2020. Néanmoins, l'arrivée de l'international sénégalais Alfred Gomis va avoir pour objectif de redistribuer les cartes au poste de gardien de but.
Titulaire lors des quatre premières journées du championnat, l'Islandais laisse ensuite sa place à son nouveau coéquipier dans les cages dijonnaises.
À l'aube de la saison de Ligue 1 2020-2021, il se présente comme le gardien remplaçant de l'équipe.
En début de saison, alors que le mercato estival est encore ouvert, le club anglais d'Arsenal manifeste son intérêt pour Rúnarsson. Les rumeurs de départ se confirment le 21 septembre, date de son transfert vers l'Angleterre. Au Dijon FCO, Rúnarsson aura disputé 45 rencontres toutes compétitions confondues en l'espace de deux ans. En dépit d'un passage mitigé dans la capitale bourguignonne, son professionnalisme et son dévouement pour le club (il s'était notamment déclaré prêt à rester à Dijon même en cas de descente en Ligue 2) ont fait de lui un joueur globalement apprécié.

### Arsenal FC
Le 21 septembre 2020, il s'engage pour quatre saisons en faveur d'Arsenal. Le club londonien cherchait une doublure à Bernd Leno depuis le départ d'Emiliano Martínez.
Il sera prêté lors de la saison 2021-2022, à OH Louvain en Pro League.
Le 15 août 2022, n'entrant pas dans les plans de Mikel Arteta, il sera de nouveau prêté pour une saison dans le championnat de Turquie de football, en à Alanyaspor.

### Sélection islandaise
Il porte le brassard lors de sa première sélection avec les U19.
Avec les espoirs, il participe à la belle campagne de qualification au Championnat d'Europe espoir 2015. L'Islande termine seconde de son groupe derrière la France, se qualifiant pour les barrages de la compétition.
Les jeunes islandais y affrontent les espoirs danois en octobre 2014, le vainqueur se qualifiant pour l'Euro espoir. Rúnar et ses coéquipiers espéraient donc rééditer la performance de leurs jeunes aînés Kolbeinn Sigthorsson, Gylfi Sigurdsson et Alfred Finnbogason qui étaient parvenus à se qualifier pour l'Euro espoir 2011.
Malheureusement, en dépit de deux matchs nuls (0-0 au Danemark à l'aller, puis 1-1 en Islande au retour), les Espoirs sont éliminés en raison du but à l'extérieur marqué par les danois. Rúnar dispute le match aller, tandis que Frederik Schram est aligné au retour.
Entre-temps, en janvier 2014, le sélectionneur de l'équipe A Lars Lagerbäck l'appelle pour un match face à la Suède. Il restera cependant sur le banc.
Il joue son premier match sous ses couleurs nationales le 8 novembre 2017 lors d'un match amical contre la République tchèque (défaite 1-2).
Il fait partie de la liste des 23 joueurs islandais sélectionnés pour disputer la Coupe du monde de 2018 en Russie. Il n'y jouera aucun des trois matchs de poules face à l'Argentine, le Nigeria et la Croatie. Les Islandais sont éliminés dès la phase de groupes. 
| Matchs internationaux de Rúnar Alex Rúnarsson | Matchs internationaux de Rúnar Alex Rúnarsson | Matchs internationaux de Rúnar Alex Rúnarsson   | Matchs internationaux de Rúnar Alex Rúnarsson | Matchs internationaux de Rúnar Alex Rúnarsson | Matchs internationaux de Rúnar Alex Rúnarsson | Matchs internationaux de Rúnar Alex Rúnarsson |
| Cap                                           | Date                                          | Lieu                                            | Adversaire                                    | Résultat                                      | Compétition                                   | Club                                          |
| --------------------------------------------- | --------------------------------------------- | ----------------------------------------------- | --------------------------------------------- | --------------------------------------------- | --------------------------------------------- | --------------------------------------------- |
| 1.                                            | 8 novembre 2017                               | Stade Abdallah-ben-Khalifa, Doha, Qatar         | Tchéquie                                      | 1 - 2                                         | Match amical                                  | FC Nordsjælland                               |
| 2.                                            | 14 janvier 2018                               | Stade Gelora-Bung-Karno, Jakarta, Indonésie     | Indonésie                                     | 1 - 4                                         | Match amical                                  | FC Nordsjælland                               |
| 3.                                            | 24 mars 2018                                  | Levi's Stadium, Santa Clara, États-Unis         | Mexique                                       | 3 - 0                                         | Match amical                                  | FC Nordsjælland                               |
| 4.                                            | 11 octobre 2018                               | Stade de Roudourou, Guingamp, France            | France                                        | 2 - 2                                         | Match amical                                  | Dijon FCO                                     |
| 5.                                            | 19 novembre 2018                              | Stade du Kehrweg, Eupen, Belgique               | Qatar                                         | 2 - 2                                         | Match amical                                  | Dijon FCO                                     |
| 6.                                            | 14 octobre 2020                               | Laugardalsvöllur, Reykjavik, Islande            | Belgique                                      | 1 - 2                                         | Nations League                                | Arsenal FC                                    |
| 7.                                            | 15 novembre 2020                              | Parken Stadium, Copenhague, Danemark            | Danemark                                      | 2 - 1                                         | Nations League                                | Arsenal FC                                    |
| 8.                                            | 31 mars 2021                                  | Rheinpark Stadion, Vaduz, Liechtenstein         | Liechtenstein                                 | 1 - 4                                         | Qualif CDM 2022                               | Arsenal FC                                    |
| 9.                                            | 30 mai 2021                                   | AT&T Stadium, Arlington, États-Unis             | Mexique                                       | 2 - 1                                         | Match amical                                  | Arsenal FC                                    |
| 10.                                           | 8 juin 2021                                   | Stadion Poznań, Poznań, Pologne                 | Pologne                                       | 2 - 2                                         | Match amical                                  | Arsenal FC                                    |
| 11.                                           | 2 septembre 2021                              | Laugardalsvöllur, Reykjavik, Islande            | Roumanie                                      | 0 - 2                                         | Qualif CDM 2022                               | OH Louvain                                    |
| 12.                                           | 5 septembre 2021                              | Laugardalsvöllur, Reykjavik, Islande            | Macédoine                                     | 2 - 2                                         | Qualif CDM 2022                               | OH Louvain                                    |
| 13.                                           | 26 mars 2022                                  | Estadio Nueva Candomina, Murcie, Espagne        | Finlande                                      | 1 - 1                                         | Match amical                                  | OH Louvain                                    |
| 14.                                           | 29 mars 2022                                  | Estadio de Riazor, La Corogne, Espagne          | Espagne                                       | 5 - 0                                         | Match amical                                  | OH Louvain                                    |
| 15.                                           | 2 juin 2022                                   | Stade Sammy-Ofer, Haïfa, Israël                 | Israël                                        | 2 - 2                                         | Nations League                                | OH Louvain                                    |
| 16.                                           | 6 juin 2022                                   | Laugardalsvöllur, Reykjavik, Islande            | Albanie                                       | 1 - 1                                         | Nations League                                | OH Louvain                                    |
| 17.                                           | 13 juin 2022                                  | Laugardalsvöllur, Reykjavik, Islande            | Israël                                        | 2 - 2                                         | Nations League                                | OH Louvain                                    |
| 18.                                           | 22 septembre 2022                             | BSFZ-Arena, Maria Enzersdorf, Autriche          | Venezuela                                     | 0 - 1                                         | Match amical                                  | Alanyaspor                                    |
| 19.                                           | 27 septembre 2022                             | Air Albania Stadium, Tirana, Albanie            | Albanie                                       | 1 - 1                                         | Nations League                                | Alanyaspor                                    |
| 20.                                           | 16 novembre 2022                              | Stade S.-Darius-et-S.-Girėnas, Kaunas, Lituanie | Lituanie                                      | 0 - 0 (5-6 tab)                               | Coupe Baltique (1/2 finale)                   | Alanyaspor                                    |
| 21.                                           | 23 mars 2023                                  | Stade Bilino-Polje, Zenica, Bosnie-H            | Bosnie-H                                      | 3 - 0                                         | Qualif Euro 2024                              | Alanyaspor                                    |
| 22.                                           | 26 mars 2023                                  | Rheinpark Stadion, Vaduz, Liechtenstein         | Liechtenstein                                 | 0 - 7                                         | Qualif Euro 2024                              | Alanyaspor                                    |

## Palmarès
- KR
  - Championnat d'Islande en 2013